# La Purge (chanson)
Pour les articles homonymes, voir La Purge.
La Purge est une chanson anarchiste (1880-1890) du « Père Lapurge », pseudonyme de Constant Marie.

## Paroles
I.
Je suis le vieux père Lapurge
Pharmacien de l'humanité ;
Contre sa bile je m'insurge
Avec ma fille Égalité
Refrain
J'ai ce qu'il faut dans ma boutique
Sans le tonnerre et les éclairs
Pour bien purger toute la clique
Des affameurs de l'univers
II.
Son mal vient des capitalistes
Plus ou moins gras, à la ronger.
En avant les gars anarchistes,
Fils de Marat, faut la purger.
III.
J'ai du pétrole et de l'essence
Pour badigeonner les châteaux ;
Des torches pour la circonstance
A mettre en guise de flambeaux.
IV.
J'ai du picrate de potasse,
Du soufre et du chlore en tonneaux
Pour assainir partout où passent
Les empoisonneurs de cerveaux.
V.
J'ai des pavés et de la poudre,
De la dynamite à foison
Qui rivalisent avec la foudre
Pour débarbouiller l'horizon.
VI.
Le gaz est aussi de la fête,
Si l'on résiste à mes joyaux,
Au beau milieu de la tempête
Je fais éclater ses boyaux.
VII.
J'ai poudre verte et mélinite,
De fameux produits, mes enfants,
Pour nous débarrasser au plus vite
De ces mangeurs de pauvres gens.
VIII.
J'ai pour les gavés de la table
La bombe glacée à servir
Du haut d'un ballon dirigeable
Par les toits, pour les rafraîchir.
IX.
Voleuse et traître bourgeoisie,
Prêtres et bandits couronnés,
Il faut que d'Europe en Asie
Vous soyez tous assaisonnés !
Refrain
J'ai ce qu'il faut dans ma boutique
Sans le tonnerre et les éclairs
Pour bien purger toute la clique
Des affameurs de l'univers

## Autres chants du même auteur
- Dame Dynamite
- La Muse rouge